# Hsziao Hszin
Hsziao Hszin (Xiao Xin) király Kína első történeti dinasztiájának, a Sang (Shang)-ház a 19. vagy 20. uralkodója.

## Élete, uralkodása
A Nagy Történetíró, Sze-ma Csien (Sima Qian) művében, A történetíró feljegyzései szerint Hsziao Ji (Xiao Yi) a Sang (Shang)-dinasztia 20. uralkodója volt, aki a bátyját, Pan Keng (Pan Geng)t követte a trónon. A korabeli jóslócsont-feliratok alapján rekonstruálható uralkodói lista szerint azonban a Sang (Shang)-ház 19. királya volt. Trónra lépésekor fővárosát Jin (Yin)ben (殷) rendezte be. 3 éven át uralkodott, örökébe pedig a öccse, Hsziao Ji (Xiao Yi) lépett.